# Joint Aviation Authorities
Die Joint Aviation Authorities (JAA) waren ein Zusammenschluss der zivilen Luftfahrtbehörden von 34 europäischen Ländern und ein technisches Gremium innerhalb der Europäischen Zivilluftfahrt-Konferenz. Sie wurden zum 30. Juni 2009 aufgelöst, wobei die meisten ihrer Aufgaben von der Europäischen Agentur für Flugsicherheit (EASA) in Köln übernommen wurden. Heute besteht eine Ausbildungsorganisation unter dem Namen JAA-TO (Training Organisation) fort, die Ausbildungen im Luftfahrtbereich anbietet.

## Gründung der JAA
Die JAA wurde 1970 als Joint Airworthiness Authorities gegründet. Die ursprüngliche Aufgabe war die Erarbeitung gemeinsamer Normen zwecks Zertifizierung großer Flugzeuge und Turbinen, um die Anforderungen der europäischen Flugzeugindustrie und der internationalen Konsortien wie z. B. Airbus zu erfüllen. Ab 1987 wurden die Aufgabenstellungen auf die Normung von Betrieb, Wartung, Zulassung und Zertifizierung aller Flugzeugklassen erweitert.

## JAA-Mitgliedsländer
Albanien, Belgien, Bulgarien, Dänemark, Deutschland, Estland, Finnland, Frankreich, Griechenland, Großbritannien, Irland, Island, Italien, Kroatien, Lettland, Litauen, Luxemburg, Malta, Mazedonien, Moldawien, Monaco, Montenegro, Niederlande, Norwegen, Österreich, Polen, Portugal, Rumänien, Serbien, Slowakei, Slowenien, Spanien, Schweden, Schweiz, Tschechien, Türkei, Ukraine, Ungarn, Zypern
Mit der Übergabe der Aufgaben der bisherigen JAA an die EASA sind mehrere bisherige JAA-Mitgliedsstaaten (z. B. Albanien oder Serbien) und deren Luftfahrtbehörden nicht länger als Vollmitglieder am Entscheidungsprozess über europäische Regelungen der Luftfahrt aktiv beteiligt. Andere Staaten wie etwa die Türkei sind durch die Aufgabenübertragung vollkommen von der Entscheidungsfindung ausgeschlossen.

## Joint Aviation Requirements
Die Länder hatten mit den JAR (Joint Aviation Requirements) ein umfangreiches Werk zur Regelung der Luftfahrt entworfen, das von den nationalen Luftfahrtbehörden in innerstaatliches Recht umgesetzt und überwacht wurde.
Das Ziel der JAR waren hohe Sicherheitsstandards und harmonisierte Regelungen in Europa. Die JARs waren im Einzelnen:

### Airworthiness
- JAR-22 – Vorschrift für die Zertifizierung von Segelflugzeugen und Motorseglern
- JAR-23 (heute: CS-23) – Vorschrift für die Zertifizierung von Motorflugzeugen bis 5670 kg
- CS-23Light – Zukünftige Vorschrift für die Zertifizierung von Motorflugzeugen bis 1200 kg[4]
- JAR-25 (heute: CS-25) – Vorschrift für die Zertifizierung von Flugzeugen ab 5670 kg angetrieben von Turbinen
- JAR-27 (heute: CS-27) – Vorschrift für die Zertifizierung von kleinen Hubschraubern bis zu 3175 kg
- JAR-29 (heute: CS-29) – Vorschrift für die Zertifizierung von großen Hubschraubern ab 3175 kg
- CS-LSA – Zukünftige EASA Light Sport Aeroplanes (Motorflugzeuge bis 600 kg (650 kg für Wasserflugzeuge))[4]
- JAR-VLA (heute: CS-VLA) – Vorschriften für die Zertifizierung von Leichtflugzeugen bis 750 kg (zukünftig bis 890 kg und bis zu drei Sitzplätze)[4]
- Aerospace Recommended Practices: z. B. ARP 4754 ist eine Norm für die Entwicklung komplexer sicherheitskritischer Systeme

### Operation (JAR-OPS/EU-OPS)
- JAR-OPS 1: Betriebsvorschriften für den gewerblichen Verkehr mit Flugzeugen (gemeint sind Flächenflugzeuge)
- JAR-OPS 2: Betriebsvorschriften für den nichtgewerblichen Verkehr mit Flugzeugen
- JAR-OPS 3: Betriebsvorschriften für den gewerblichen Verkehr mit Helikoptern
- JAR-OPS 4: Betriebsvorschriften für den nichtgewerblichen Verkehr mit Helikoptern

Die JAR-OPS 1 wurde mit 2008 durch die Verordnung (EG) 3922/91 (EU-OPS 1, Commission Regulation (EC) No 1899/2006, Commission Regulation (EC) 859/2008 Annex III, Commission Regulation (EC) No 8/2008) ersetzt.

### Flight Crew Licensing (JAR-FCL)
Flight Crew Licensing (JAR-FCL) enthält die Bestimmungen für die Zulassung von Cockpitpersonal, also von Piloten und Flugingenieuren. In der deutschen Version der JAR-FCL werden diese als Flugpersonal (englisch "flight crew") bezeichnet, in Abgrenzung zum Kabinenpersonal (englisch "cabin crew"), den Flugbegleitern.
- JAR-FCL 1 – Vorschriften für die Lizenzierung von Piloten von Flugzeugen
- JAR-FCL 2 – Vorschriften für die Lizenzierung von Piloten von Hubschraubern
- JAR-FCL 3 – Vorschriften für die Medizinische Tauglichkeit von Cockpitpersonal
- JAR-FCL 4 – Vorschriften für die Lizenzierung von Flugingenieuren

### Maintenance
Vorschriften bezüglich Instandhaltungsbetrieben und deren Personal sind in der Verordnung (EG) Nr.: 1321/2014 der Kommission für die Mitgliedsstaaten der EG verbindlich festgelegt. In den Anhängen sind die administrativen und technischen Anforderungen detailliert
- Anhang I, Teil M – Vorschriften über die Aufrechterhaltung der Lufttüchtigkeit
- Anhang II, Teil 145 – Vorschriften für die Genehmigung von Instandhaltungsbetrieben
- Anhang III, Teil 66 – Vorschriften für die Lizenzierung von Freigabeberechtigtem Personal
- Anhang IV, Teil 147 – Vorschriften für die Zulassung von Ausbildungsorganisationen für Teil 66 Personal